# (14030) 1994 UP1
(14030) 1994 UP1 là một tiểu hành tinh vành đai chính. Nó được phát hiện bởi Seiji Ueda và Hiroshi Kaneda ở Kushiro, Hokkaidō, Nhật Bản, ngày 25 tháng 10 năm 1994.